# Ma'an ibn Zaida (Klencke Pers)
Ma'an ibn Zaida is een boekuitgave van de Klencke Pers uit 1992 van een gedicht van J.H. Leopold.

## Geschiedenis
Cees van Dijk had tussen 1972 en 1985 een private press in Haarlem, de Tuinwijkpers. In 1983 verhuisde hij naar Oosterhesselen in Drenthe waar hij zijn Klencke Pers begon. Met die laatste pers (eigenlijk met computer en laserprinter gedrukte uitgaven) verzorgde hij verscheidene uitgaven van en over de dichter J.H. Leopold, zoals Vijf 'middeleeuwse' liedjes, Deze uitgave moet overgedaan worden (een krantenpolemiek rond de in 1926 verschenen tweede bundel verzen van Leopold), Twee amoureuse liedekens en het onderhavige Ma'an ibn Zaida.

### Uitgave
Het gedicht verscheen op groot formaat in een katern van 16 pagina's die werden gestoken in een rood omslag waarbij op het voorplat een wit etiket met auteursnaam en titel cursief gedrukt zijn (de laatste in kapitaal). Op de pagina waarop in de uitgave de titel van het gedicht staat, is daaronder in geel een kameel afgedrukt; van wie de illustratie is, wordt niet aangegeven. De colofonpagina geeft aan dat de uitgave gedrukt is in februari 1992 in een oplage van twaalf exemplaren die elk op de pers genummerd zijn.